# Oberleitungsbus Jerewan

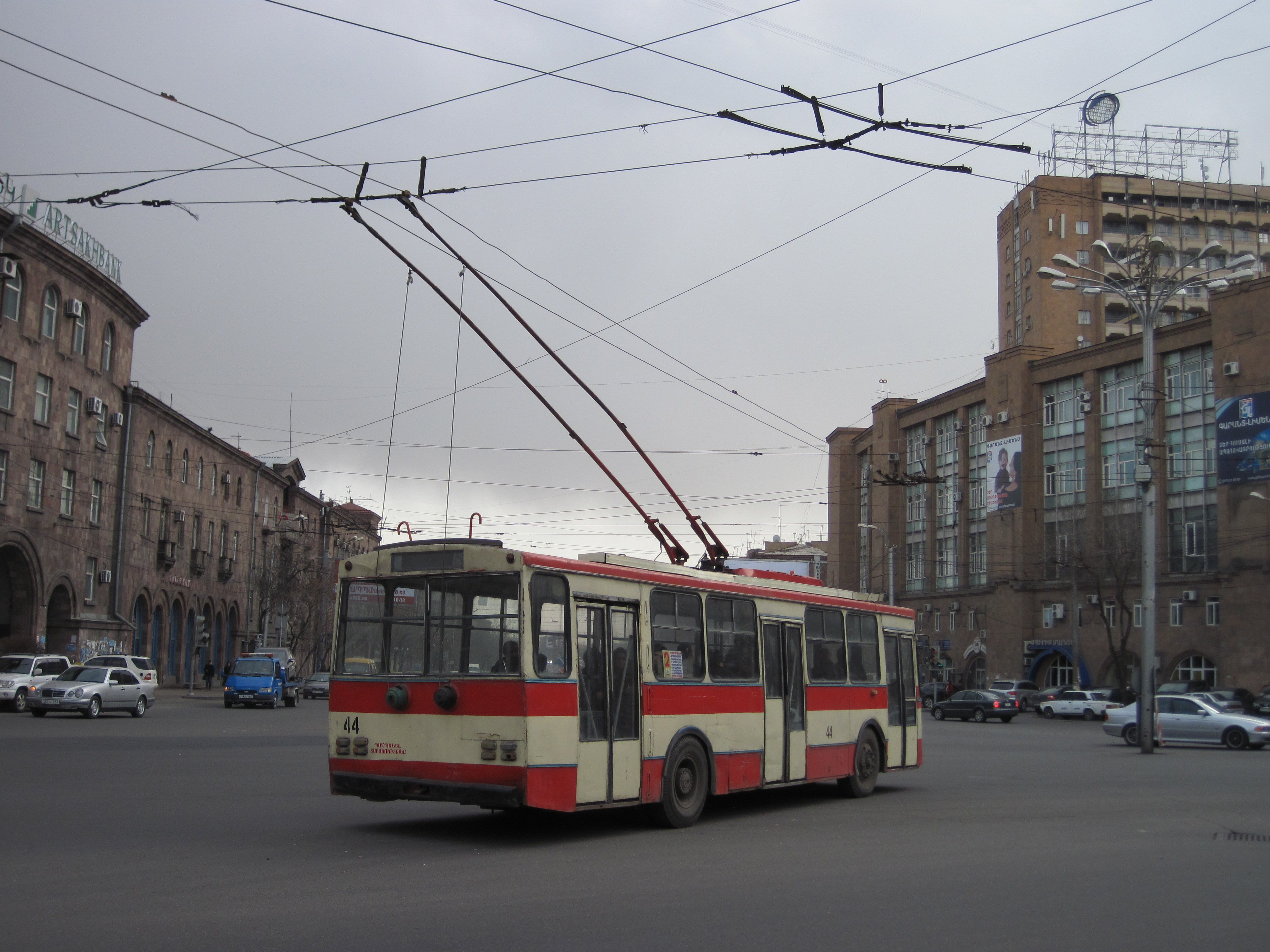
Škoda 14 Tr Nummer 44 im Einsatz auf der Linie 2

Der Oberleitungsbus Jerewan ist heute der einzige Oberleitungsbus-Betrieb in Armenien. Der Obusverkehr wird vom Verkehrsunternehmen Yergortrans betrieben und besteht aus den fünf Linien 1, 2, 9, 10 und 15. 

## Geschichte
Der Oberleitungsbusverkehr in der Hauptstadt Jerewan wurde am 16. August 1949 eröffnet und ergänzt die 1981 eröffnete Metro Jerewan. 
Weit überwiegend werden Fahrzeuge des tschechischen Typs Škoda 14 Tr eingesetzt, es sind aber auch einige russische VZTM-5280 sowie gebraucht aus Lyon übernommene Obusse im Einsatz. Früher war der Betrieb deutlich umfangreicher, zeitweise verkehrten 300 Wagen auf 20 Linien.
Ein weiterer armenischer Obusbetrieb existierte in Gjumri, dieser bestand von 1962 bis 2005. 